# Aeroklub Bieszczadzki
Aeroklub Bieszczadzki – stowarzyszenie sportów lotniczych, które funkcjonuje na ziemi Bieszczadzkiej od 1998 roku. Siedziba aeroklubu mieści się w Lesku natomiast lądowisko w pobliskiej miejscowości Weremień. Na tym samym stoku co lądowisko zimą funkcjonuje wyciąg narciarski. Prezesem aeroklubu jest Maciej Zawisza